# Chidipani
Chidipani (nepalski: चिदिपानी) – gaun wikas samiti w zachodniej części Nepalu w strefie Lumbini w dystrykcie Palpa. Według nepalskiego spisu powszechnego z 2001 roku liczył on 922 gospodarstw domowych i 4999 mieszkańców (2669 kobiet i 2330 mężczyzn).